# Osobo važnoe zadanie
Osobo važnoe zadanie (Особо важное задание) è un film del 1980 diretto da Evgenij Semёnovič Matveev.

## Trama
Il film racconta i dipendenti di una grande fabbrica di aeromobili, che anche durante l'evacuazione non hanno fermato la produzione di aeromobili.